# Bauwerksabdichter

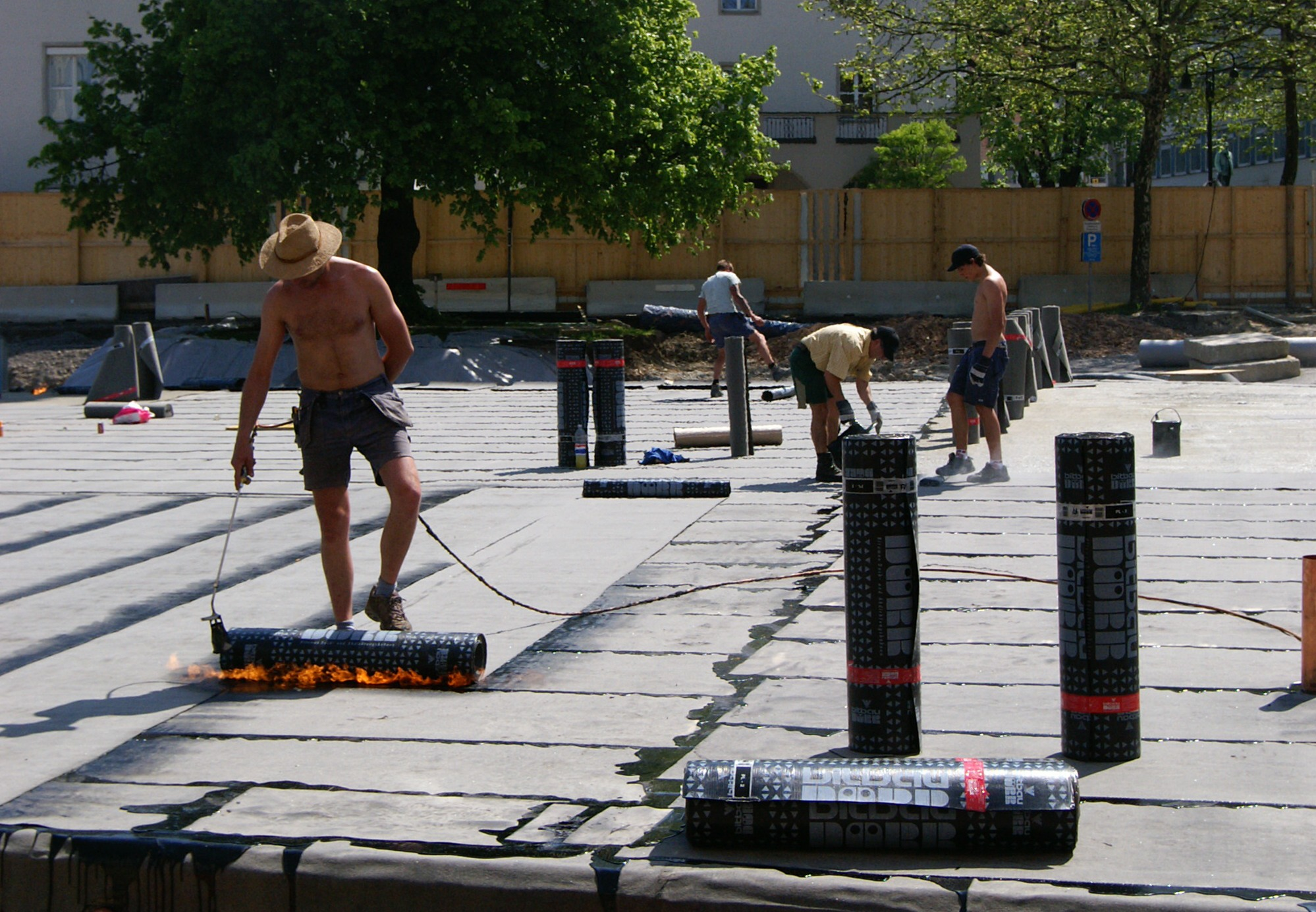
Bauwerksabdichter bei der Herstellung einer Abdichtung aus Bitumen-Schweißbahnen

Der Bauwerksabdichter (früher Klebeabdichter, in Österreich auch Schwarzdecker) stellt schützende Abdichtungen für Bauwerke aller Art fachgerecht her und führt Instandhaltungsarbeiten an der Abdichtung durch. Die Abdichtung von Bauwerken ist notwendig, um Oberflächenwasser und Grundwasser am Eintritt in die Außenbauteile zu hindern und damit Bauschäden zu vermeiden.
Der Beruf ist dem Baunebengewerbe zuzuordnen und wird mit Hilfe einer mehrjährigen Ausbildung erlernt. Anstellung findet der Bauwerksabdichter bei Betrieben im Hoch- und Tiefbau, die am Ausbau von Gebäuden oder an der Abdichtung von Brücken- oder Tunnelbauwerken beteiligt sind.

## Tätigkeiten
Zu den wesentlichen Aufgaben des Bauwerksabdichters zählt das Anbringen von Abdichtungsmaterialien (Bitumen-Schweißbahnen, Kunststoffabdichtungsbahnen, Anstriche sowie Dämmmaterialien). Zu diesem Zweck werden die Baustoffe entweder mit der Hand durch Kleber/Quellschweißmittel oder mit Hilfe von Geräten wie etwa dem Gasbrenner, verarbeitet. Die Arbeitsplätze gestalten sich vielseitig und können im Bereich der Gebäudeabdichtung oder im Tunnel- und Brückenbau liegen. Die meisten Abdichtungsmaßnahmen werden im Hochbau im Bereich der Untergeschosse oder auf dem (Flach-)Dach ausgeführt. Zum Aufgabenspektrum kann auch die anschließende Begrünung des Flachdaches hinzukommen. Im Tiefbau hat der Bauwerksabdichter die Aufgabe, Verkehrsbauwerke und Wasserbauwerke vor Feuchtigkeitseintritt zu schützen.

## Berufsaussichten
Der Beruf des Schwarzdeckers wird in Österreich als Mangelberuf geführt (Stand 2018).